# رامونا فرادون
رامونا فرادون (بالإنجليزية: Ramona Fradon)‏ (ولدت في 2 أكتوبر 1926) هي رسامه كارتون أمريكية معروفة برسمها القصص المصورة للرجل المائي وبرندا ستار، وشاركت في ابتكار البطل الخارق «المتحول» (بالإنجليزية: Metamorpho)‏. بدأت حياتها المهنية في 1950. ولدت فرادون في شيكاغو وانتقلت إلى نيويورك عندما كانت في الخامسة من عمرها. نشأت على مشارف مدينة نيويورك في مقاطعة ويستتشستر.